# トカレフTT-33
トカレフ TT-33（英: Tokarev TT-33、露: Токарев ТТ-33）は、ソビエト連邦が1933年に制式採用した軍用自動拳銃である。

## 概要
（トゥーラ造兵廠・トカレフ 1930年/33年式）と呼び、略してTT-30/33とも呼ばれるが、一般には設計者フョードル・トカレフにちなみ、単に「トカレフ」の名で知られている。
本来必須な筈の安全装置すら省略した徹底単純化設計で、生産性向上と撃発能力確保に徹した拳銃であり、過酷な環境でも耐久性が高い。第二次世界大戦中-1950年代のソ連軍制式拳銃として広く用いられた。
1950年代以降、ソ連本国では後継モデルのマカロフ PMに置き換えられて過去の銃となったが、その後も中国を始めとする共産圏諸国でライセンス生産・コピー生産が行われた。中国製トカレフは1980年代以降日本にも多数が密輸入され、暴力団などの発砲事件にしばしば使われることで、一般人にも広くその存在を知られている。

## 開発
ソ連国営トゥーラ造兵廠の銃器設計者フョードル・ヴァシリエヴィチ・トカレフ（Fedor Vasilievich Tokarev、1871-1968） が、1929年に開発した「TT-1930」が原型である。トカレフは、その生涯に多数の銃器類を設計しており、自動小銃開発にも早くから取り組んだことで著名な人物であるが、最も広く知られる「作品」は、このTT-1930拳銃である。

### TT-1930
1920年代のソ連では、軍用拳銃として、帝政時代からの制式拳銃であるナガン・リボルバーが用いられていた。しかし、ナガンは大きく重いうえ、ガス漏れ防止機構を備えるなど、リボルバーとしては構造が複雑過ぎ、生産性の悪い銃であった。また、当時のソ連には第一次世界大戦中からロシア革命による戦後の内戦期にかけて、モーゼルC96やコルトM1911など、各国から様々な種類・口径の拳銃が流入し、装備統一の面からも好ましくない混乱状況にあった。赤軍はこの問題に対処するため、1928年から軍用自動拳銃開発のトライアルを開始した。
F・V・トカレフは、帝政時代からの長いキャリアを持つ銃器設計者であった。彼は、やはり帝政時代からの歴史がある名門兵器工場のトゥーラ造兵廠に所属していたが、このトライアルに応じ、1929年に自ら設計した自動拳銃を提出した。テストの結果、トカレフの自動拳銃は、外国製拳銃や、ブリルツキー、コロビンなど国内のライバル拳銃を下し、1930年に「TT-1930」の制式名称で採用され、1935年まで生産された。

#### TT-1930の機構・デザイン
トカレフの設計した拳銃は、アメリカのM1911のメカニズムを多く取り入れながら、極限まで単純化を図ったものである。コルトの特徴であるショートリコイル撃発方式は、強力な弾丸を安全に発射でき、しかも比較的簡素なことから、多くの大型拳銃に模倣された。トカレフもこれを踏襲し、コルト同様に銃身全体をカバーする重いスライドを備え、外見はコルトM1903やFN M1903に近くなった。銃身後部には閉鎖用の溝があり、M1911と同じくスライド側と噛み合う構造だが、M1911の溝が実際に必要な上面だけに加工されているのに対し、本銃では銃身の全周にわたって環形に加工され、製造時の切削作業を容易にしている。
多くの部品を極力一体化し、可能なら省略することで、部品点数と組立工数を削減している。直線形状のグリップパネルはねじではなく、内側から板バネ状のレバーで留め、ハンマーからシア、ディスコネクタに至る機関部はアッセンブリー化されているなど、生産性を高め、整備時には工具無しでもたやすく分解できる設計になっている。機関部ユニットの前方には二股形状の延長バーが設けられており、これは挿入された弾倉が変形して先端が広がっている場合、これを延長バーで挟んで矯正することで給弾不良を予防するための構造である。
多くの自動拳銃は、最終弾の発射後やスライドの脱着操作時に位置を固定するスライドストッパーを側面に備えている。これは、通常ならフレーム内側からパーツを充てて留められているが、トカレフはスライドストッパーの軸をフレーム反対側まで貫通させ、露出した小さな板バネ状のクリップで留めて、脱落を防ぐ単純な構造にして、コストと工数を削減した。後にこの構造を参照した拳銃も多い。
他の共産主義国の軍用拳銃にも見られるように、ベークライト製の縦筋入りグリップパネル中央には、円で囲まれた星のマーク（☆）が入っている。これは、共産圏でライセンス生産やコピー生産された多くのトカレフ系拳銃にも共通する外見的特徴となっている。五芒星の中心に設けられたリベットは、裏側の固定用レバーの回転軸である。スライド後部側面の指掛け部分は、細溝と太溝を交互に組み合わせたデザインで、厚い手袋をしたままでもスライドを引きやすいように作られている。トリガーガードも、大柄な赤軍兵士が革手袋を填めて射撃する状況を考慮して、かなり大きめに作られている。

#### 使用弾
薬莢は、ライフル弾同様にくびれたボトルネック形で、生産性はやや悪い。
開発当時のソ連国内では、ドイツ製の大型自動拳銃モーゼルC96が威力の強さを買われて多数使用されており、TT-33はこれに用いられる7.63x25mm弾（.30モーゼル・ピストル弾）を7.62x25mm弾として流用した。
第二次世界大戦後、この銃弾を使用する拳銃の元祖であるモーゼルC96の生産は終了し、7.63x25mm規格の拳銃弾はもっぱらトカレフ向けとして「7.62mmトカレフ弾」と呼ばれる事が多くなったが、名称が変わっただけなので.30モーゼル・ピストル弾と7.62mmトカレフ弾は兼用することができる。しかし、トカレフ弾の方が発射薬の量が多く銃身内での圧力が高いためモーゼル弾を使うように設計された銃でトカレフ弾を装填して撃つことは推奨されず、最悪の場合は銃身破裂を起こす。特に区別する場合、モーゼル弾が7.63mm、トカレフ弾が7.62mmと表記される事があるが、口径の表記に揺れがある理由ははっきりしていない。

#### 貫通力
トカレフ弾（7.62mm）の射程は、より大口径の銃弾（弾頭が重い）に劣る。しかし、弾頭が軽い割に発射薬が多いため、高初速である。
共産圏で多く出回った7.62x25mm弾薬の中には、高価な鉛が占める割合を減らす目的で鉄製の弾芯を用い、その外側にライフリング保護用の鉛、更にその外側に銅コートを施したものがあり、この構造が結果的に徹甲弾に似た効果を発揮する事があった。
1980年代以降、中華人民共和国製トカレフが日本国内に出回り、犯罪に使われた際も、ほとんどがこの鉄製弾芯であり、「トカレフは貫通力が高い」というイメージが広まり、治安当局や防弾装備品メーカーは対策強化を強いられた。
ある実験の結果として、7ヤード外から発射された9x19mm弾は1ｍｍ厚の鉄板を4枚ほど貫通できるが、トカレフ弾はそれらと同等の鉄板を6枚貫通することができた。しかもそれは西側でごく一般的な鉛製弾芯の弾薬を使った結果であり、小口径高速弾ゆえに素の貫通力もかなり高いことを物語っている。

#### 安全装置のない銃
トカレフ拳銃最大の特徴は、暴発を防止する安全装置が省略されていることである。
多くの自動拳銃は通常、手動式の安全装置操作レバーを備える。手動安全装置を省略した事例も少なからず存在するが、それらは黎明期の試行的な製品を除けば、多くは撃発機構にダブルアクション機構を備え、一種の自動安全装置としての働きを持たせている。また、回転式拳銃の場合は、近代の製品の多くが安全性の高いダブルアクション機構装備であり、例外的なシングルアクション専用のものでも撃鉄を起こしたまま持ち歩く危険状態はほとんどあり得ないため、安全装置省略が許容されている。
トカレフ拳銃はそれらと異なり、安全装置が無ければ暴発リスクを伴う「シングルアクション方式の自動拳銃」でありながら、安全装置に類する装備の一切を省いていた。
TT-1930のベースになったM1911は、銃の側面にスイッチ状の手動セーフティレバーを、また、グリップ後面にはグリップを握っている時だけ発射を可能とするグリップ・セーフティをそれぞれ装備し、開発当時としては相応の安全を期した。また、コルトの設計をコピーした欧米の多くの銃器メーカーは、構造が複雑になるグリップ・セーフティは省略しても、手動セーフティは必ず装備した。民生用として市販するには安全上必須であったからである。
しかし、トカレフは敢えて手動セーフティの省略にまで踏み切った。生産性を最優先したほか、酷寒の季節に部品凍結などで発射不能になるリスクを少しでも減らす策でもあった。この設計は、訓練され、銃を暴発させないように扱える兵士などが使用する軍専用であることを前提としており、民生用としての安全性確保を考慮する必要がなかったことによる。赤軍も、このような簡略構造を許容していた。ハンマーをわずかに起こすとハーフ・コック位置で止まり、ハンマーと撃針が離れ、スライドや引き金を操作できない一種の安全状態となるが、やはり本式の安全装置ではないため、弾薬を薬室に装填したままで携行するような運用には向いていない。
トカレフ拳銃は、ハンマー・スプリングの力がシアを押さえつける方向に働くように設計されているため、落下などの衝撃が加わってもハンマーがリリースされにくい構造となっている。ただし、トリガーを軽くするために弱いハンマー・スプリングに交換する改造を行っている場合は、シアを押さえつける力が弱くなるため、落下などの衝撃でハンマーがリリースされやすくなる（暴発事故がおきやすくなる）。手動セーフティがないため、兵士がうっかりトリガーを引いてしまったり、ホルスターに戻すときなどに何かがトリガーに当たると暴発が起きてしまう可能性がある。こうした問題に対応するため、ハンガリーやユーゴスラビアで生産されたトカレフ派生型拳銃には、後から手動セーフティやマガジンセーフティの追加が行われ、また、中国製トカレフについても、輸出型は手動セーフティ装備となっている。
ちなみに、M1911は、トカレフ拳銃のようにシアがハンマー・スプリングの力で押さえつけられる構造となっていないため、落下などの衝撃でハンマーがリリースされやすいが、その欠点を補うために、グリップ・セーフティとハーフ・コックがある。銃が手から離れるとグリップ・セーフティがハンマーをロックする構造となっている。もし落下時の衝撃でグリップ・セーフティが動きハンマーがロックされていない状態になると同時にハンマーがリリースされても、ハーフ・コックでハンマーがシアに引っかかって止まるため、暴発事故がおきにくい。
トカレフ拳銃のポリシーは、その後のソ連軍兵器の多くに受け継がれ、ソ連製の小火器類は概して極度に単純化され、過酷な環境においても機能することを最優先とした構造を採るようになった。

### TT-1930/33
元より簡素化を追求した設計のTT-1930を、赤軍当局は更に単純化するよう命令した。この結果開発されたのが、TT-1930/33で、現在よく知られている多くのトカレフ拳銃は、このタイプの流れを汲むものである。酷寒の状況では、トリガー回りのパーツが凍結のために破損することもあり、その際にパーツを素速く交換できるよう、トリガー関連のパーツ一体化などを図り、全体の部品点数も更に削減しているため、第二次世界大戦における各国の主力拳銃でも最も少ない部品で組み立てられている。また、照準を行うためのリアサイトを、TT-1930のV型から、より狙いやすく角張った凹型のスクウェア・ノッチにしたのも重要な改善である。

## 派生型

### VPO-501 "TT-33-O"
VPOブランドとして2005年から現在までロモトにて生産されている10×32mm弾を使用する。外見はTT-1930/33を模しているが、同様なのは外見とUSM(トリガー機構)だけでゴム弾を使用する関係で銃身は存在せず、薄いゴムのチューブが銃身の役割を果たす。

### VPO-506 "TT-S"
VPOブランドとしてロモトにて生産されている9×22mm T弾を使用する。VPO-501の使用弾薬をより新しいものへ更新したモデル。

## 運用

### 独ソ戦での実績
TT-1930/33は、洗練とはほど遠い武骨な銃であったが、1941年からの独ソ戦では意図した能力を発揮した。
真冬のロシアは極寒となり、兵器も凍結によってしばしば作動しなくなる。また、部品折損も多発した。ドイツ軍の制式拳銃であるルガーP08やワルサーP38は、高精度な工作で製造された優れた拳銃であったが、その精密さ故にロシアの過酷な環境では脆弱であった。これに対し、公差の許容度が大きく、仕上げの粗いトカレフは、トラブルも少なく確実に作動し、折損部品交換も簡単であった。
ただし、大戦中には資材不足から、グリップの素材を木製に変更した例も多い。また、スライドの溝も工作簡易化のため、特徴的な太細交互配置から、ごく一般的な細溝のみの加工に変更されている。

### 第二次世界大戦後
1951年に、ワルサーPPの流れを汲んだ中型拳銃のマカロフ PMが、新たにソ連軍に制式採用されたため、1953年にソ連でのTT-33の生産は終了、以後トカレフ拳銃は、ソ連においては二線級の存在となった。しかし、共産圏諸国においては、1940年代後半以降ライセンス生産やコピー生産が盛んに行われ、各国独自の発展型（手動セーフティの追加、銃弾の9mmパラベラム弾への変更など）も生み出されている。

### 中国

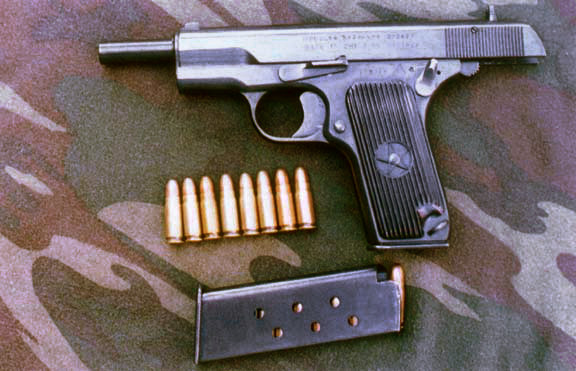
54-1式拳銃
正式輸出型のため、側面に手動セーフティが追加されている

中華人民共和国では、1949年の建国後、ソビエト連邦から技術者を招いて、トカレフ拳銃をはじめとするソ連製兵器の国産化に取り組んだ。その当初は、ソ連製パーツを利用したノックダウン生産から始まり、まず1951年にこのノックダウンモデルが51式拳銃（51式手槍）として採用され、折からの朝鮮戦争では中国人民志願軍や朝鮮人民軍に支給された。しかし、ほどなくソ連と中国の関係が悪化したため、指導に来ていたソ連の技師は帰国、パーツ供給も途絶えた。そこで、中国は既存の51式拳銃を元に自力によるトカレフ国産化を図り、1954年に純国産のトカレフを完成、54式拳銃（54式手槍）として中国人民解放軍が制式採用した。
54式拳銃は、オリジナルのトカレフよりも銃口初速が速く、500m/sに達する。現在でも国営企業の中国北方工業公司（通称「ノリンコ」）で製造され、アメリカなど海外市場の民間向けの輸出バージョンもある。正式な輸出型は、安全基準を満たすため手動セーフティを追加しており、54-1式拳銃として区別されている。7.62mm仕様の他、西側諸国で主流の9mmパラベラム口径の213式拳銃もあり、こちらはスライドの指掛け溝が傾斜しているのが特徴である。材質はあまり良くなく、摩耗しやすいとされる。
日本に密輸されるトカレフは、ノリンコ製54式拳銃の横流し品や規格外の不良品、ないし中国国内での密造品の類と見られている。ロシア製や北朝鮮製、ポーランド製等も押収されているが大半は中国製である。中国製の密輸トカレフには、しばしば全体をクロムメッキしたものが見られ、派手な外観を呈しているが、本来はメッキされるような性格の銃ではない。メッキの理由であるが、海路を使った密輸（魚の腹部に隠匿するケース等）において銃が錆びることを防ぐという実用的な説がある一方で、日本の素人相手に粗悪な仕上げを誤魔化すことが現実の目的とも言われる。もともと共産圏の小火器には、銃身内のメッキによってライフリングの長寿命化を図る事例が多いが、密輸トカレフの場合は、中古銃のライフリングが磨耗した銃身を鍍金することで、付け刃的延命処理を図ったとも見られる（日本でも警察予備隊に供与されたM1ガーランドなどで同じような延命処置が取られていた）。前述の理由からメッキされた54式拳銃は日本国内では多く押収されているが、他国ではほぼ見られない。暴力団関係者の間では、メッキされたトカレフに対して「銀ダラ」の通称が付けられている。他にも、グリップの色と星のマークから「黒星（ヘイシン）」の通称もあるが、通常のものを「黒星」、メッキされたものを「銀ダラ」と使い分けることが多い。
日本で不正入手できる拳銃の中でも、中国製54式拳銃は一時代表的なものであったが、近年はマカロフや59式（マカロフの中国製コピー品）に主流を譲りつつある模様である。これらは暴力団によって使用されることが多いが、最近では一般人でも不法所持している事例が多く発覚しつつあり、水際での発見が望まれている。

### 北朝鮮

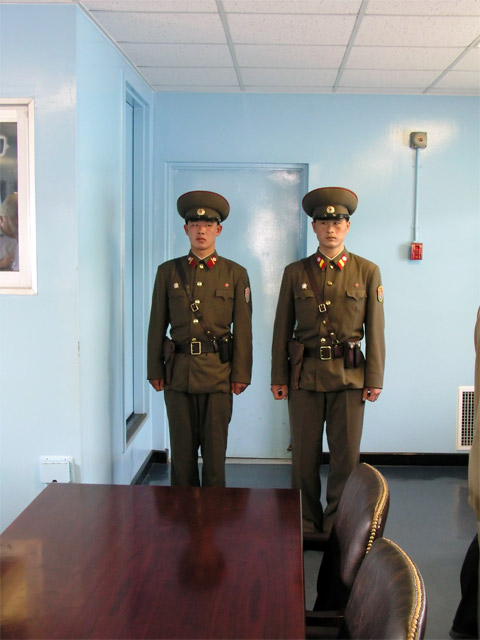
板門店で警備中の北朝鮮兵士
68式拳銃を装備している

朝鮮民主主義人民共和国（北朝鮮）は、1968年までにトカレフの影響を受けた自動拳銃を開発し、68式拳銃として採用した。
68式拳銃はトカレフに倣った外観と使用する弾薬、手動セーフティの省略やハンマーユニットの一体化といった共通した構造を持つ一方で、マガジンキャッチのグリップ底部への移動、スライドとバレルの開放にBrowning Hi-Powerのカム方式を取り入れるという違いがある。
朝鮮人民軍や警察に広範に配備されており、現在も広く用いられていると考えられている。しかし、慢性的な物資・食糧不足で軍規が緩んだ近年の北朝鮮では、軍や警察から銃器が盗まれる事件が急増しており、首都平壌の中央銀行では、盗んだ68式拳銃を使った強盗事件も発生した。
なお、68式拳銃の名称は北朝鮮正式の名称ではないという説もあり、韓国軍が鹵獲した68式拳銃の中には、1966年製と刻印の入ったものも存在する。

### ユーゴスラビア
第二次世界大戦後の1947年、ユーゴスラビアはTT-33のライセンス生産計画を立上げ、M54拳銃として国産化した。続いて1956年には改良版の開発が始まり、最終的な完成形であるM57拳銃の生産が1961年から始まった。ベースとなったTT-33（M54）との相違点は次の通り。

- グリップフレームと弾倉を延長し、装弾数を1発増やして9発とした。

- 弾倉が抜き取られると引き金を固定するマガジンセーフティーを装備した。

- 弾倉止めボタンが大型化した。

- 照星の形状が変更され、左右調整や交換も可能になった。

- 遊底の上面に、光の反射を抑えるセレーション（つや消し加工）が追加された。

- 撃針の固定方法が、遊底を左右に貫通するピン方式から、M1911同様に撃針後部をストッププレートで保持する方式に変更された。

- 遊底ばねが、ばねガイドなどと組み合わされてユニット化され、分解結合が容易になった。

## ギャラリー

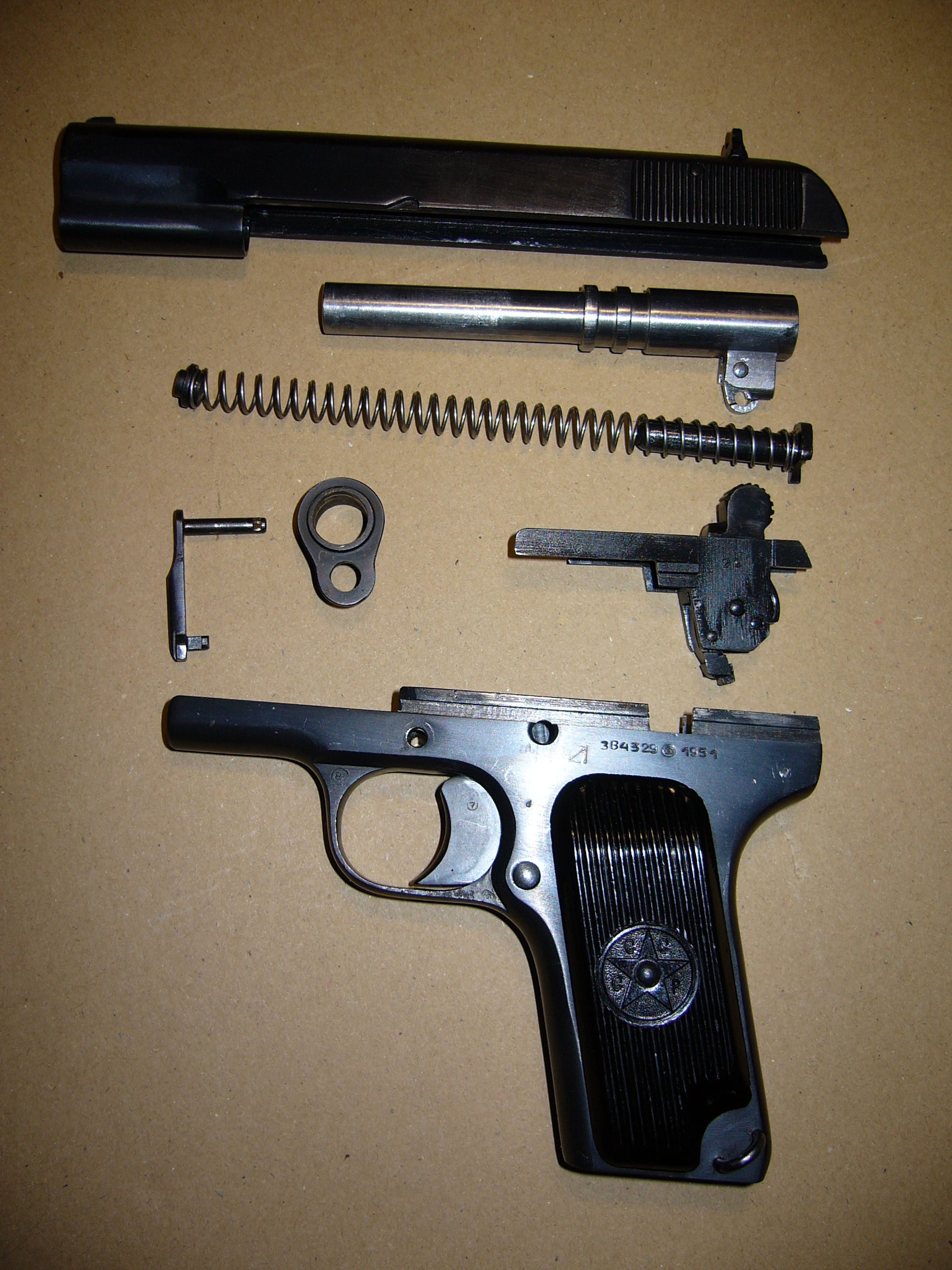
TT-33 通常分解状態
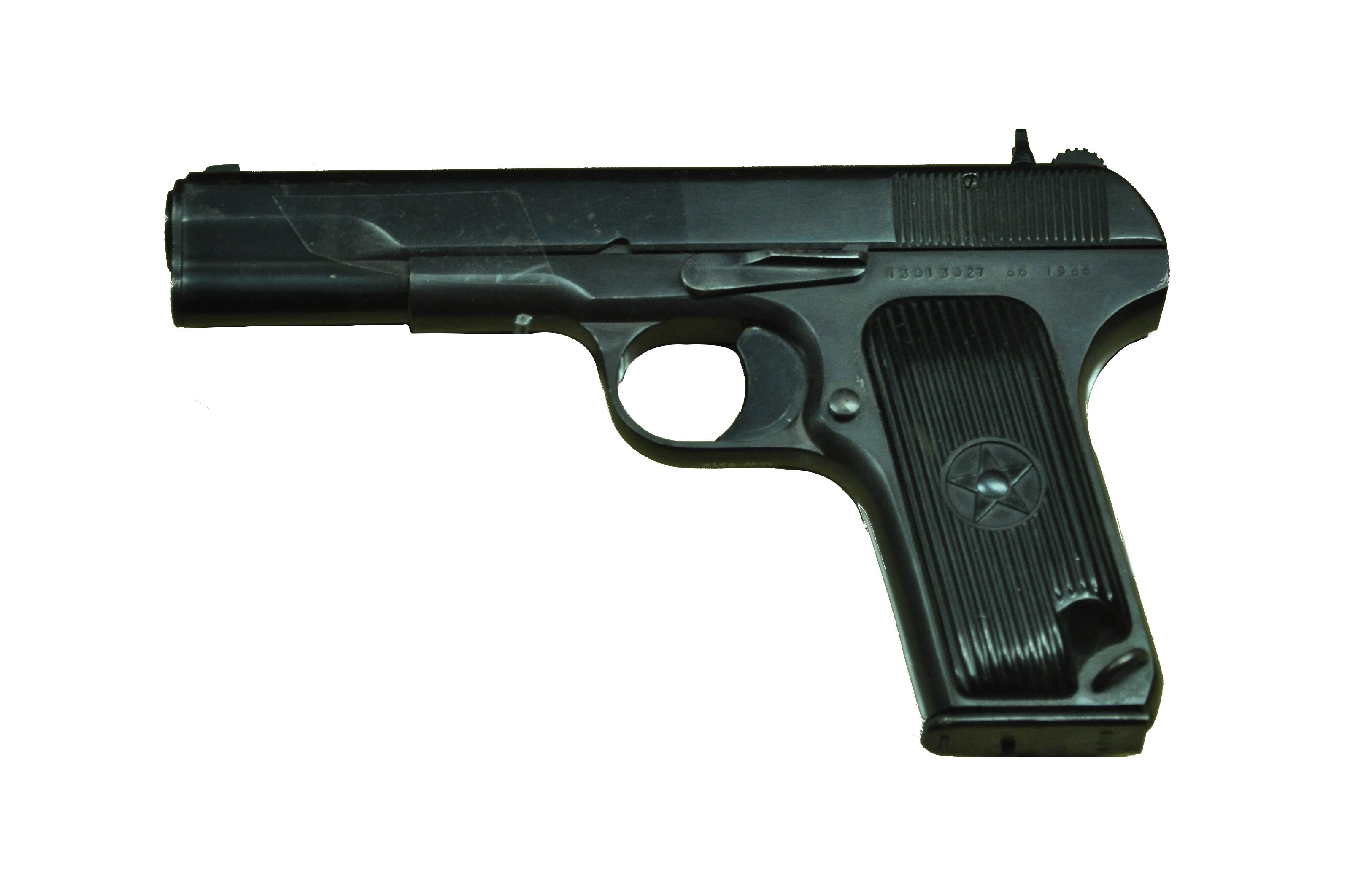
TT-33 マガジン底板にU字ループの無いタイプ
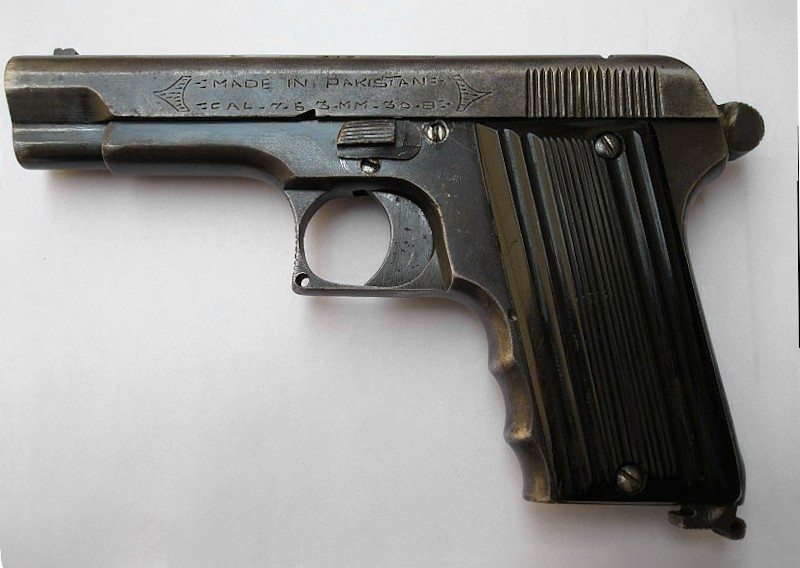
パキスタンで密造された、TT-33に似た外観の拳銃
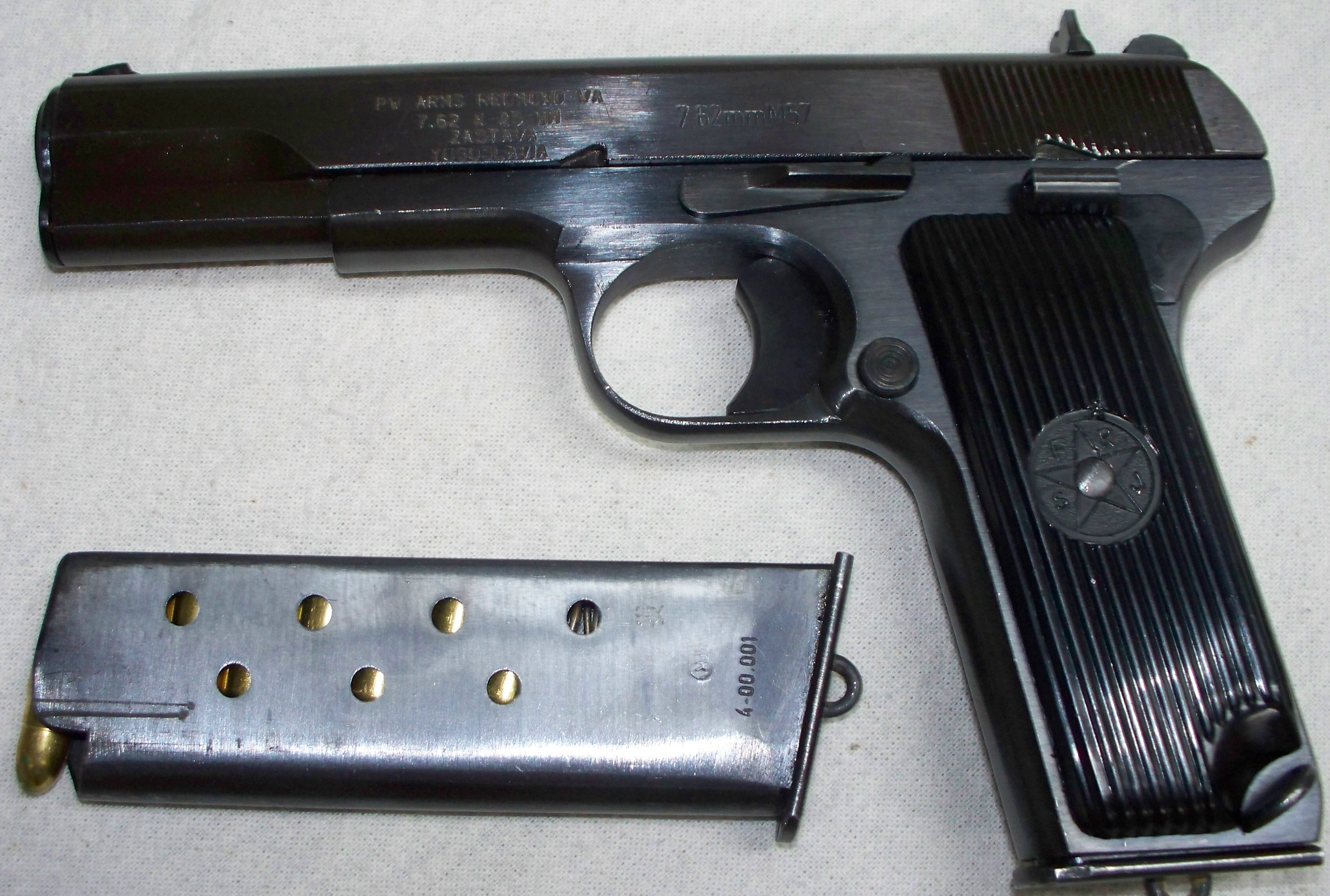
ユーゴスラビア生産型M57 グリップと弾倉を延長して、装弾数を9発に増やしている また輸出モデルのため、側面に手動セーフティが追加されている

## 登場作品
東側諸国で広範囲に用いられた上に、暴力団の携行の拳銃として著名であるため、登場する創作作品も多い。